# Thiago Sequinel
Thiago Sequinel é um engenheiro de materiais brasileiro. O pesquisador desenvolveu um método de obtenção de nanopartículas de óxido de titânio, que formam uma finíssima camada sobre peças de cerâmica e possibilita a proteção eterna contra bactérias. Por esta técnica recebeu o prêmio 3M Championship, etapa final do Idea to product Latin America de 2009 (I2P) e o FGVcenn Challenge